# José Antonio González Velázquez
José Antonio González Velázquez (Madrid, ... – Città del Messico, 21 aprile 1810) è stato un architetto spagnolo.

## Biografia
José Antonio González Velázquez fu un architetto spagnolo, figlio di Alejandro González Velázquez, appartenente quindi alla celebre dinastia di artisti spagnoli del XVIII secolo e del XIX secolo.
José è considerato uno degli esponenti dello stile neoclassico nella Nuova Spagna. Svolse tutte le sue opere a Città del Messico, dove servì come primo direttore dell'Accademia Reale di San Carlos, incarico che ricevette nel 1786 e mantenne fino al 1794.
Gli fu commissionato il progetto di rinnovare e decorare la piazza principale per la collocazione della statua equestre di Carlo IV di Spagna.
La soluzione di González Velázquez per l'ornamento consisteva nel delimitare la piazza con una balaustra ellittica con quattro sbarre di accesso con la quale realizzava una serie di grande qualità e bellezza che si nota in alcune incisioni dell'epoca.
Nel 1793, in qualità di direttore dell'Accademia di San Carlos, all'architetto González Velázquez fu affidato il progetto per la costruzione dell'edificio che avrebbe ospitato la Real Manifattura Tabacchi insieme all'ingegnere militare Miguel Constanzó, progetto risalente al 1786 e che aveva avuto diversi cambiamenti nella direzione e nella pianificazione dei lavori ed era stato sospeso in più occasioni. Gli architetti González Velázquez e Constanzó vi lavorarono fino al 1797 quando fu nuovamente sospesa.

## Opere
- Statua equestre di Carlo IV di Spagna nella Plaza de la Constitución, Città del Messico (1796);
- Chiesa nuova di San Paolo (1789- 1799);
- Convento del Carmen a Tenancingo (1797-1801);
- Facciata dell'ex chiesa del Collegio dei Santi Pietro e Paolo;
- Santuario di Nuestra Señora de los Ángeles, Città del Messico;
- Facciata neoclassica dell'Università (1790);
- Cappella di Santa Maria Maddalena, Città del Messico (1805-1808);
- Chiesa di Gesù e Maria (1804);

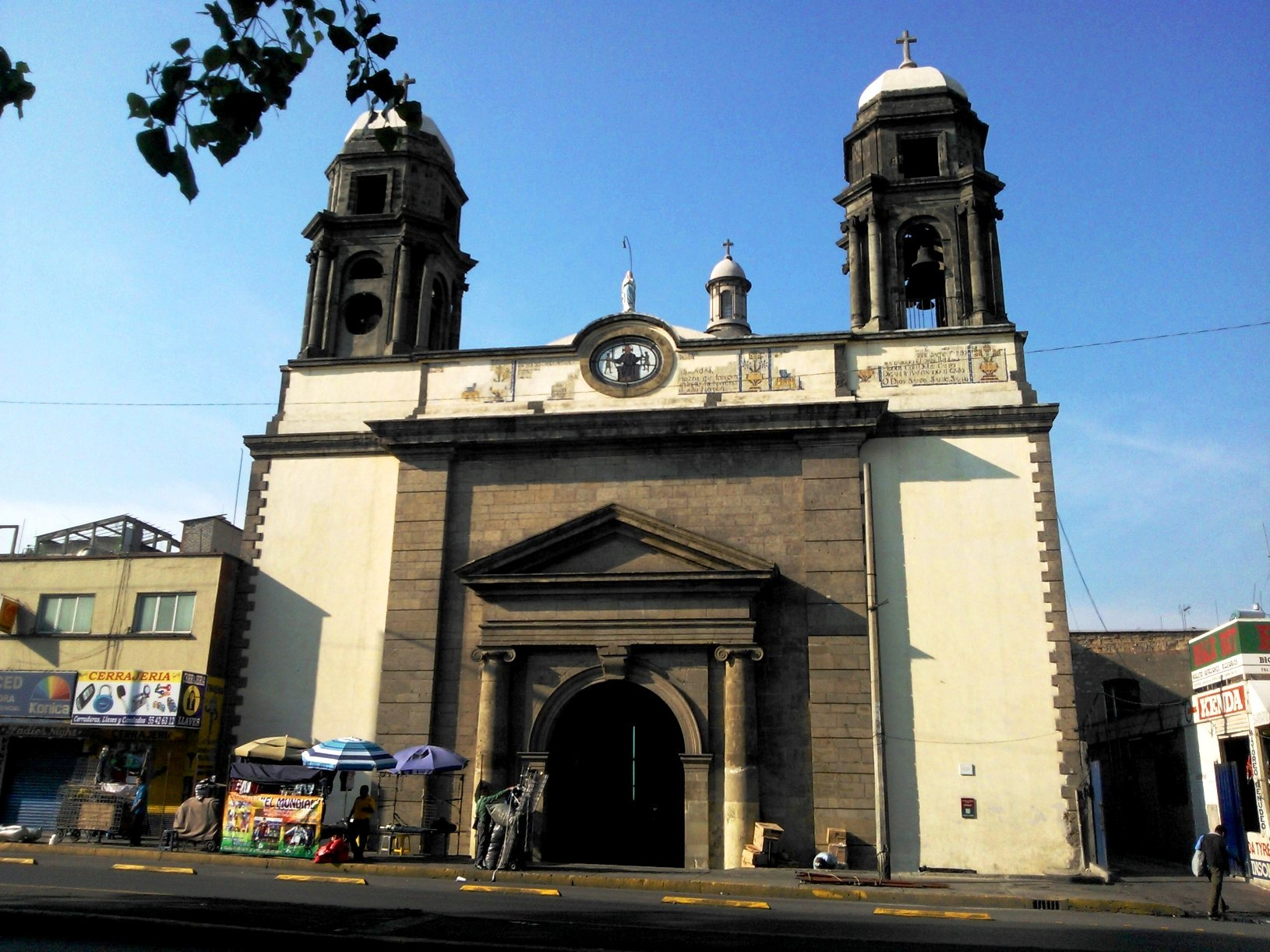
Chiesa nuova di San Paolo
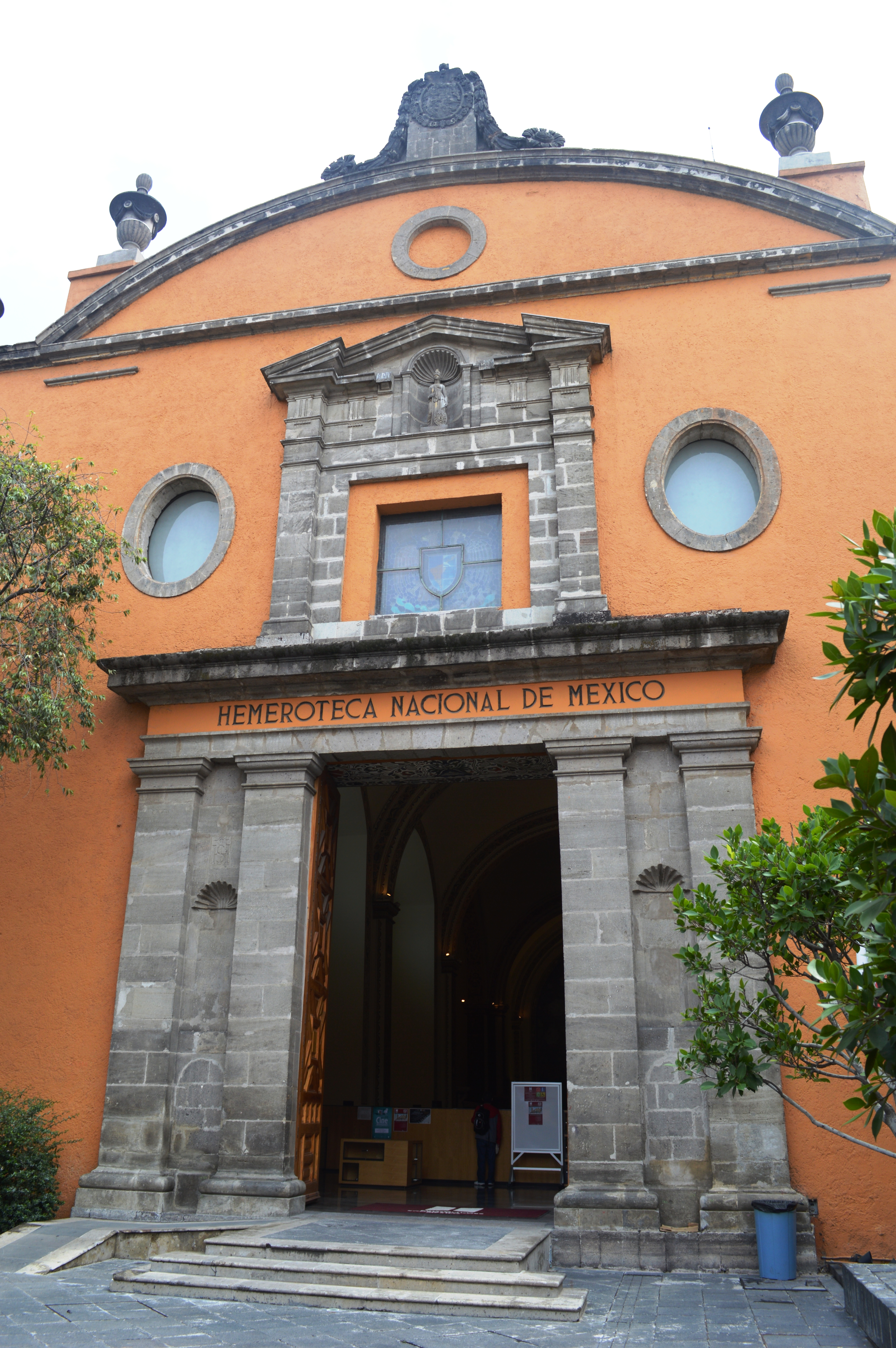
Facciata della chiesa dei Santi Pietro e Paolo
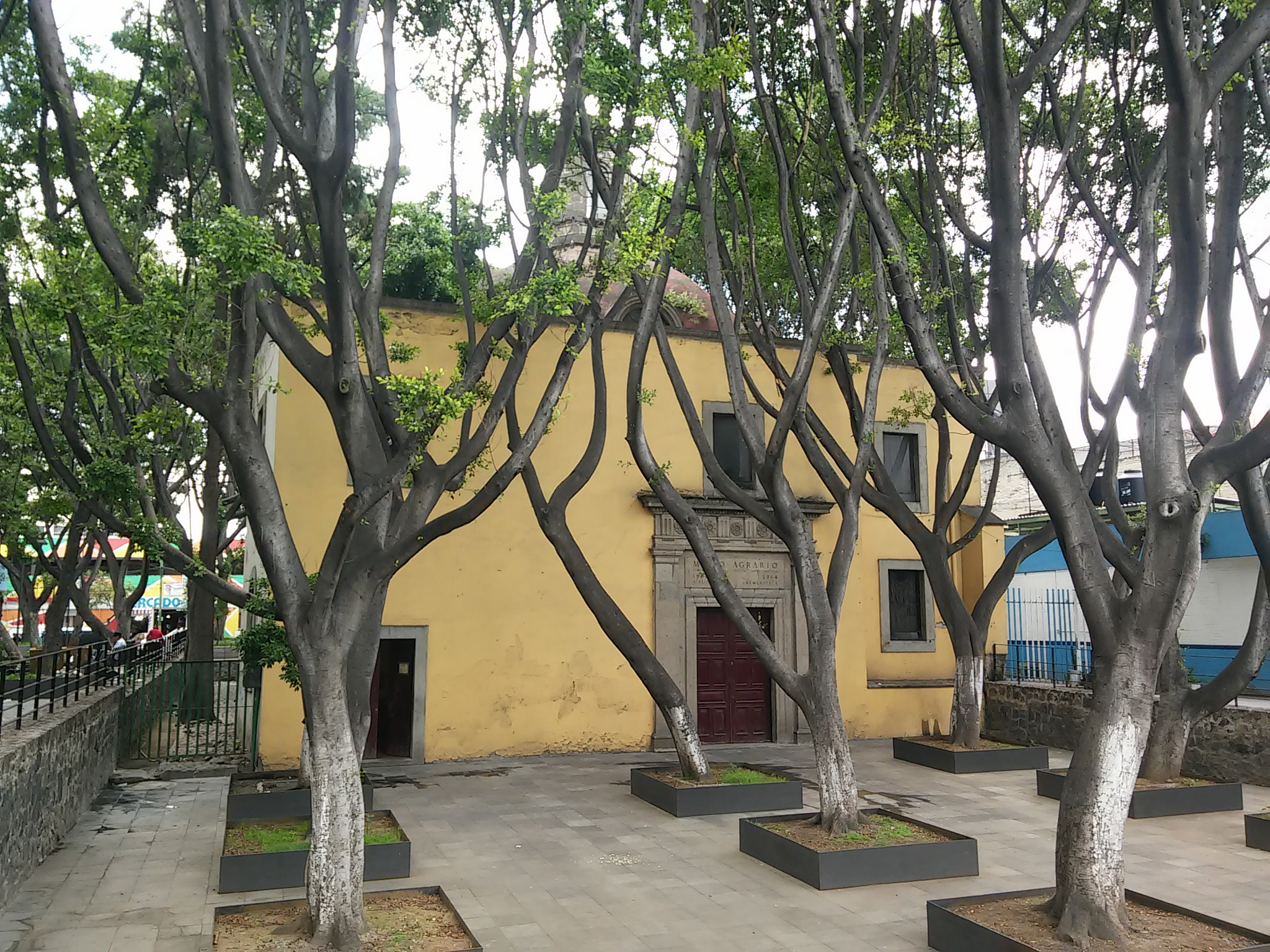
Ex cappella di Santa Maria Maddalena
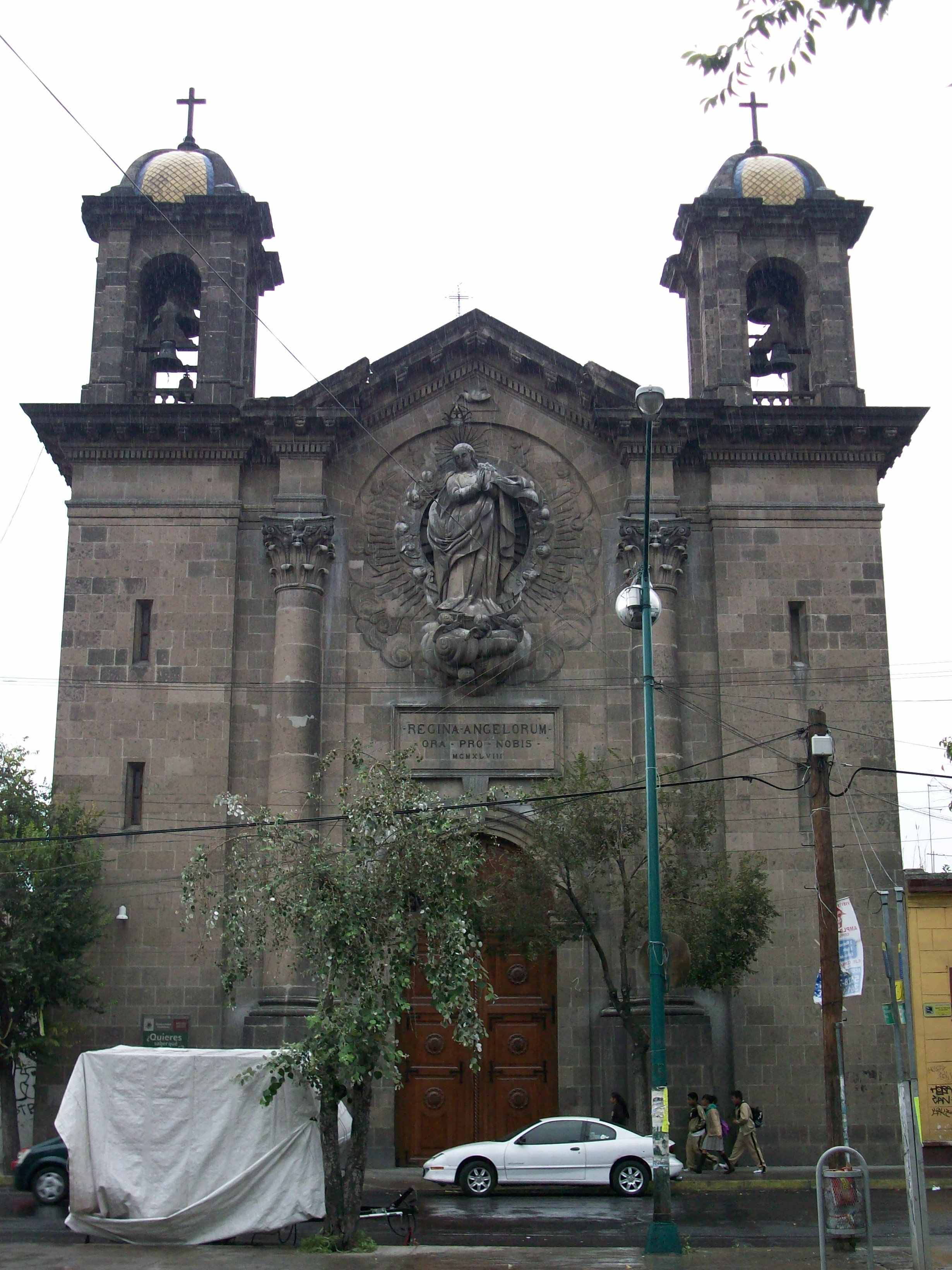
Santuario di Nuestra Señora de los Ángeles
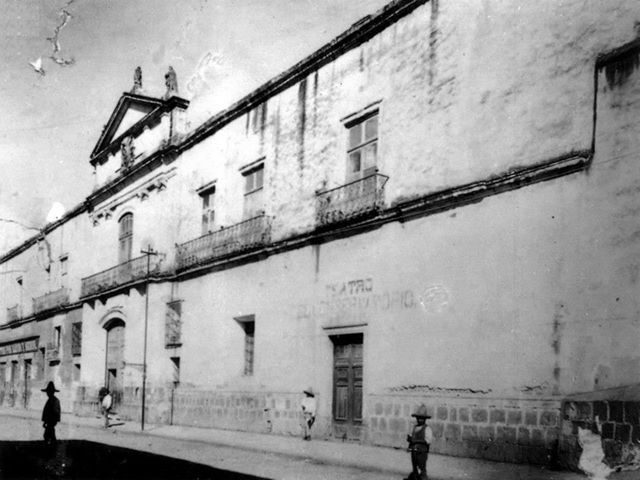
Facciata dell'Università
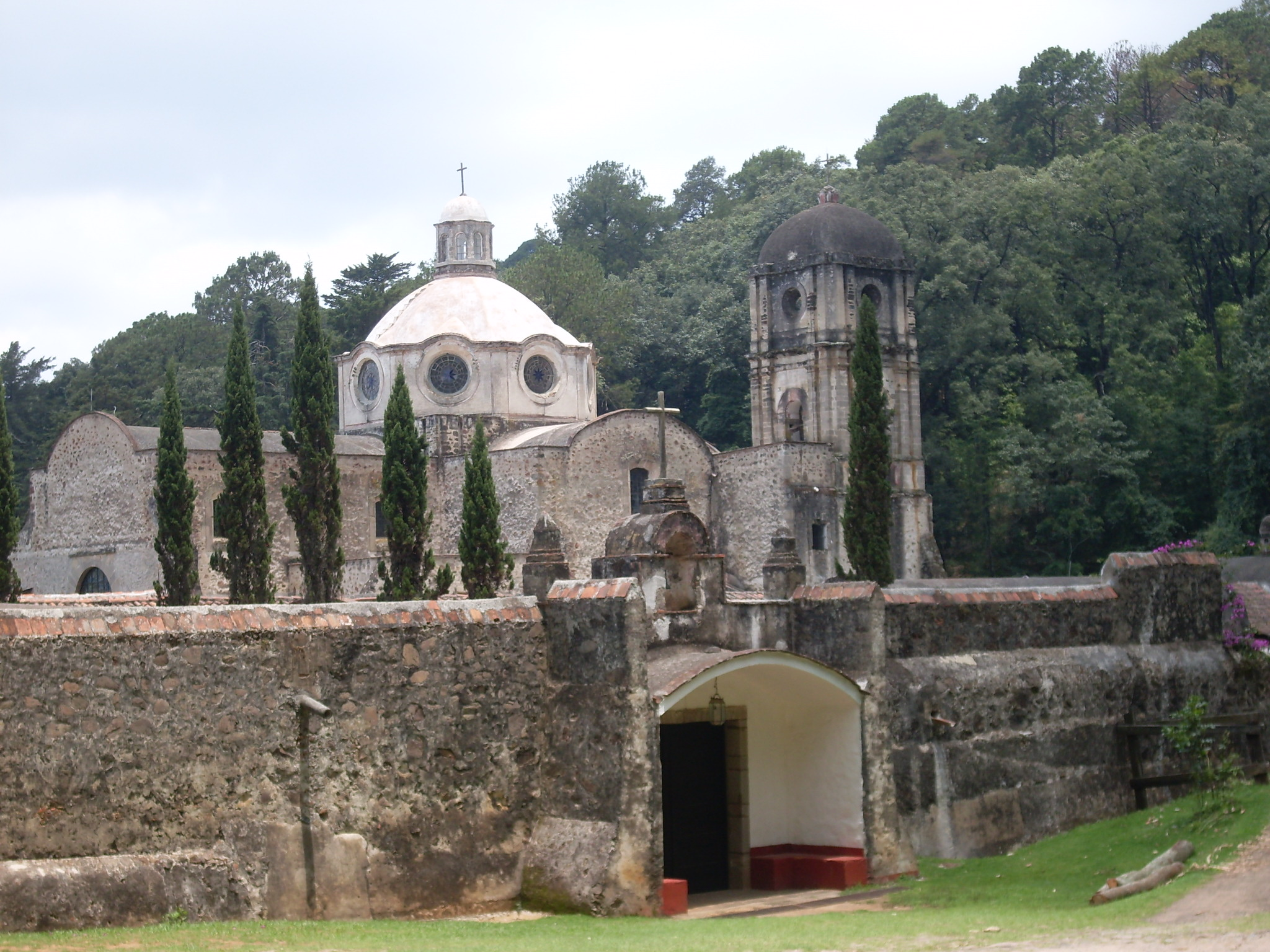
Convento del Carmen a Tenancingo